# Wuxi (Chongqing)

Kreis Wuxi in Chongqing

Wuxi (chinesisch 巫溪县, Pinyin Wūxī Xiàn) ist ein chinesischer Kreis der regierungsunmittelbaren Stadt Chongqing. Der Kreis hat eine Fläche von 4.030 km². Bei Volkszählungen in den Jahren 2000 und 2010 wurden in Wuxi 483.759 bzw. 414.073 Einwohner gezählt.

## Administrative Gliederung
| 2 Straßenviertel                         | 15 Großgemeinden | 15 Gemeinden |
| ---------------------------------------- | --- | --- |
| - Baiyang (柏杨街道) - Ninghe (宁河街道) | - Bailu (白鹿镇) - Chaoyang (朝阳镇) - Chengxiang (城厢镇) - Fenghuang (凤凰镇) - Fengling (峰灵镇) - Gulu (古路镇) - Jianshan (尖山镇) - Ningchang (宁厂镇) - Shanghuang (上磺镇) - Tangfang (塘坊镇) - Tianba (田坝镇) - Tongcheng (通城镇) - Wenfeng (文峰镇) - Xiabao (下堡镇) - Xujia (徐家镇) | - Changgui (长桂乡) - Dahe (大河乡) - Huatai (花台乡) - Lanying (兰英乡) - Lingjiao (菱角乡) - Pulian (蒲莲乡) - Shengli (胜利乡) - Shuangyang (双阳乡) - Tianxing (天星乡) - Tianyuan (天元乡) - Tucheng (土城乡) - Wulong (乌龙乡) - Yulin (鱼鳞乡) - Zhonggang (中岗乡) - Zhongliang (中梁乡) |